# Андухар, Пабло
Па́бло Анду́хар А́льба (исп. Pablo Andújar Alba; род. 23 января 1986, Куэнка, Кастилия-Ла-Манча) — испанский теннисист; победитель четырёх турниров ATP в одиночном разряде; победитель одного юниорского турнира Большого шлема в парном разряде (Открытый чемпионат Франции-2004); бывшая пятая ракетка мира в юниорском рейтинге.

## Общая информация
Пабло — один из трёх детей Хосе Андухара и Инме Альбы; его брата также зовут Хосе, а сестру — Ана.
Испанец в теннисе с шести лет.
В ноябре 2016 года Пабло женился на девушке по имени Кристина Морета.

## Спортивная карьера

### Начало карьеры

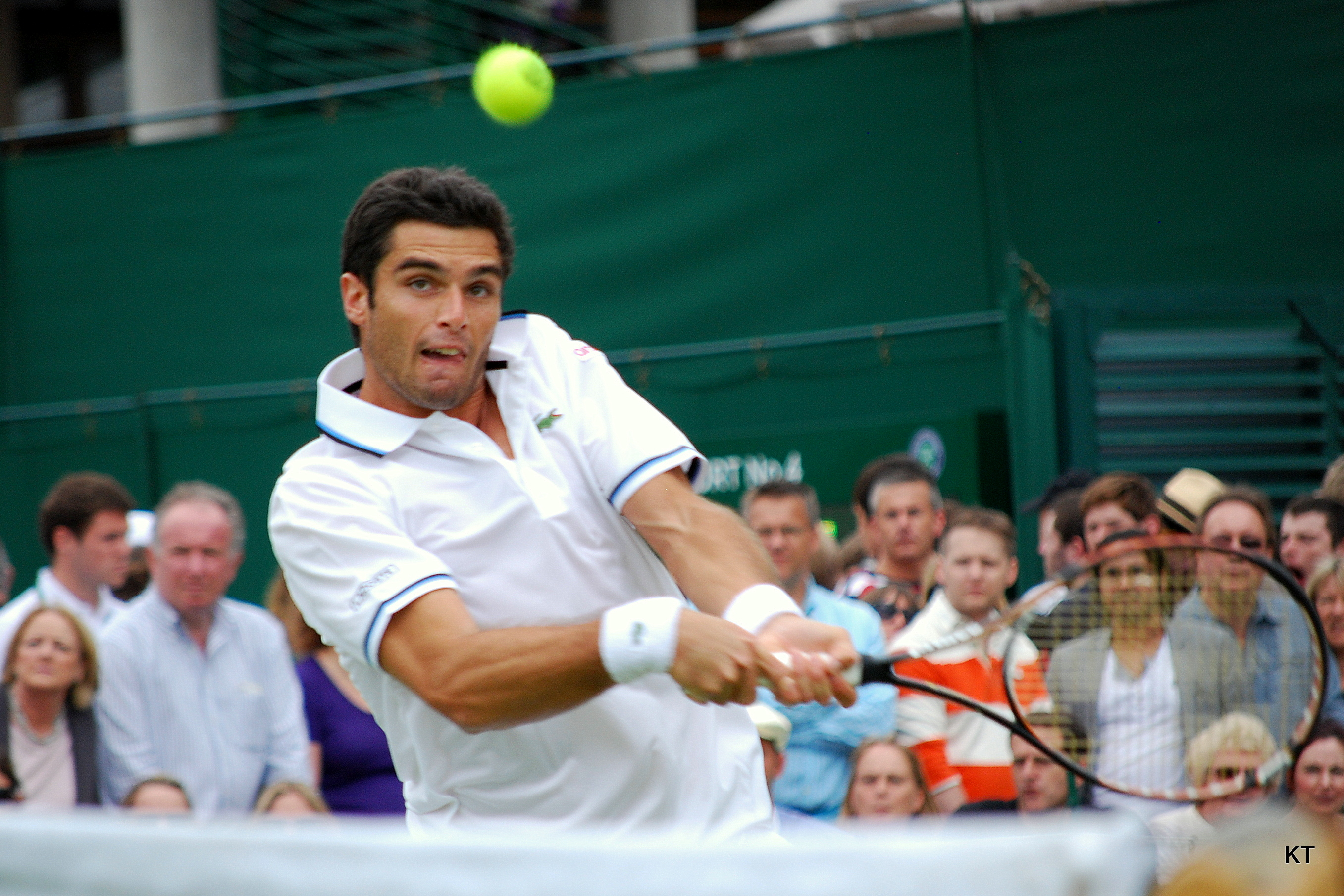
Андухар на Уимблдонском турнире 2011 года

В 2004 году Андухар побеждает на юниорском турнире Открытого чемпионата Франции по теннису в парном разряде. Первые турниры из серии «фьючерс» он выиграл в 2005 году (по два в одиночном и в парном разрядах). За 2006 год Пабло смог выиграть в одиночках два турнира серии «челленджер»: в июле в Римини и в августе в Виго. Ещё три «челленджера» в том сезоне он выиграл в парном разряде. В феврале 2007 года Андухар, пройдя квалификационный отбор, впервые принимает участие в основных соревнованиях ATP-тура, сыграв на турнире в Баие. В первом раунде того турнира он проиграл соотечественнику Альберту Монтаньесу. Первую победу в основном туре он одержал в апреле на турнире в Валенсии над немцем Симоном Гройлем. Пройдя через квалификационные раунды в мае 2008 года, испанец дебютировал на Открытом чемпионате Франции — первом для себя турнире серии Большого шлема. В первом раунде он переиграл Филиппо Воландри — 6-7(6), 6-2, 6-3, 6-3, а во втором проиграл чилийцу Фернандо Гонсалесу — 5-7, 0-6, 7-6(4), 6-7(3). В августе Андухар сумел выиграть ещё два «челленджера»: в Виго и Сан-Себастьяне, благодаря чему впервые поднялся в рейтинге в первую сотню. На первом в карьере Открытом чемпионате США он проиграл в первом раунде.
В матче первого раунда Открытого чемпионата Австралии 2009 года Андухар проиграл № 8 в мире Жилю Симону, взяв за матч всего шесть геймов. На Открытом чемпионате Франции, как и год назад, он вышел во второй раунд. Дебютный Уимблдон завершился для испанца в первом раунде. В феврале 2010 года он победил в парном розыгрыше «челленджера» в Мекнесе. Следующий раз на Большом шлеме он выступил в мае, пройдя через квалификацию на Открытый чемпионат Франции, где его результатом стал выход во второй раунд. В июле Пабло стал победителем «челленджера» в Орбетелло. В сентябре 2010 года, вновь пройдя через квалификационные раунды, Андухар неожиданно для многих специалистов смог выйти в финал турнира ATП в Бухаресте. По пути ему удалось переиграть таких теннисистов, как Максимо Гонсалес, Флориан Майер, Пабло Куэвас и Марсель Гранольерс. В финале он уступил аргентинцу Хуану Игнасио Чела — 5-7, 1-6. Этот результат позволил Андухару вернуться в Топ-100 мирового рейтинга, а по итогам сезона он занял 71-ю строчку.
Австралийский чемпионат 2011 года завершился для Андухара в первом раунде. В феврале того же года на Открытом чемпионате Бразилии по теннису сумел дойти до четвертьфинала в одиночном разряде, а в парном вместе с Даниэлем Химено-Травером пробился в финал турнира. В апреле на турнире в Касабланке он завоевывает дебютный титул АТП. В финале он разгромил итальянца Потито Стараче со счётом 6-1, 6-2. Через неделю после этого он впервые поднялся в Топ-50 мирового рейтинга. В мае на турнире в Ницце пабло вышел в четвертьфинал. На Открытом чемпионате Франции он вновь выходит во второй раунд, где его соперником стал лидер мирового тенниса на тот момент Рафаэль Надаль, который в трёх сетах выиграл у Андухара. На Уимблдоне испанец проиграл уже на старте. В июле он смог выйти в финал на турнире в Штутгарте, где в решающем матче он проиграл Хуану Карлосу Ферреро со счётом 4-6, 0-6. В августе он вышел в четвертьфинал в Кицбюэле. На Открытом чемпионате США в первом раунде Андухар вновь проигрывает Ферреро. В конце сентября он ещё раз смог выйти в финал на грунтовом турнире в Бухаресте. В борьбе за титул Пабло проиграл немцу Флориану Майеру — 3-6, 1-6.

### 2012—2014

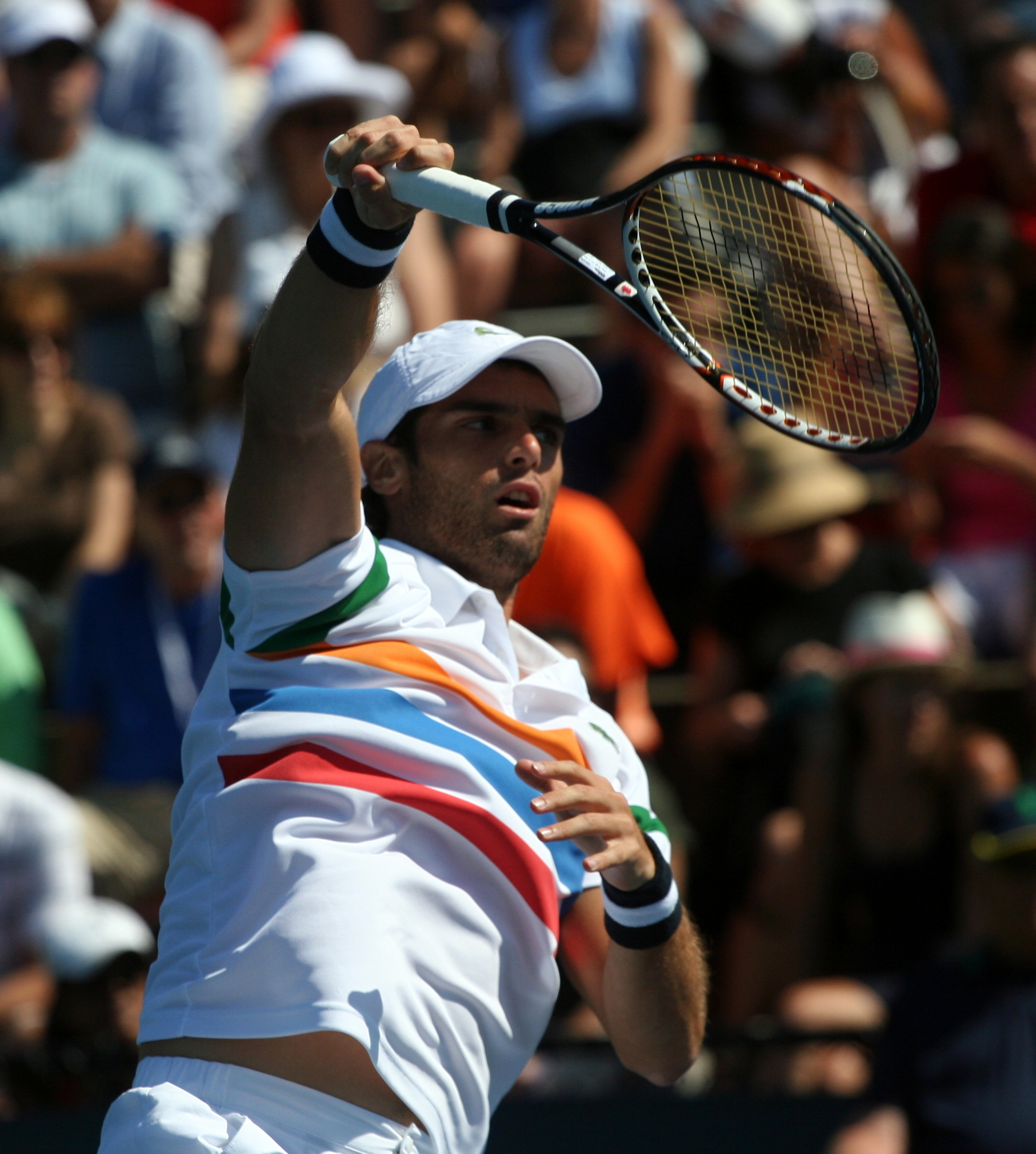
Андухар на Открытом чемпионате США 2012 года

В 2012 году на Открытом чемпионате Австралии Андухар вышел во второй раунд. В феврале он совместно с Карлосом Берлоком вышел в финал парного розыгрыша турнира в Винья-дель-Маре, а также сыграл в 1/4 финала на турнире в Акапулько. В марте на турнире серии Мастерс в Индиан-Уэллсе Андухару удалось продвинуться до четвёртого раунда, где его останавливает № 1 в мире Новак Джокович (0-6, 7-6(5), 2-6). В апреле испанский теннисист защищает титул на турнире в Касабланке. В финале в двух сетах Андухар победил соотечественника Альберта Рамоса (7-6(5), 6-4). В мае он смог выйти в полуфинал грунтового турнира в Белграде. На Ролан Гаррос результатом Андухара пятый год подряд стал выход во второй раунд, а третий для себя Уимблдон он вновь завершает на стадии первого раунда. В матче второго раунда Мастерса в Цинциннати ему удалось на отказе соперника обыграть представителя Топ-10 Янко Типсаревича — 6-4 4-1 (отказ). Уже в следующем раунде Андухар сам проигрывает № 15 в мире Марину Чиличу. На Открытом чемпионате США испанец обыграл бразильца Томасу Беллуччи и проиграл Фелисиано Лопесу. Сезон 2012 год он завершил на 42-м месте в рейтинге.
Начало сезона 2013 года сложилось для Андухара не слишком удачно. Он постоянно выбывал на ранних стадиях турниров, в том числе и в первом раунде Открытого чемпионата Австралии. Первым удачным выступлением в сезоне стал майский Мастерс в Мадриде, на котором Андухар смог пробиться в полуфинал. По ходу турнира он переиграл Марина Чилича (№ 15 в мире), Джона Изнера (№ 21), Даниэля Химено-Травера (№ 52) и Кэя Нисикори (№ 16). В борьбе за выход в финал Пабло проиграл Рафаэлю Надалю. Через две недели после этого он вышел в полуфинал на турнире в Ницце. На Открытом чемпионате Франции он выбыл уже в первом раунде. проиграв россиянину Михаилу Южному. Также на старте он проиграл и на Уимблдоне, а на Открытом чемпионате США закончил выступление во втором раунде.
В январе 2014 года на Австралийском чемпионате Андухар смог выйти только во второй раунд. В феврале, перейдя на грунт, он сыграл в четвертьфинале в Буэнос-Айресе и полуфинале в Рио-де-Жанейро. Майский Ролан Гаррос и июньский Уимблдон заканчиваются для испанца одинаково — поражением в первом раунде. В июле, вернувшись на грунт, Андухар смог выйти в четвертьфинал в Гамбурге, а также выиграть третий в карьере титул АТП на турнире в Гштаде, где в финале он обыграл Хуана Монако — 6-3, 7-5. На Открытом чемпионате США во втором раунде он уступает финалисту того розыгрыша Кэю Нисикори, отказавшись от продолжения борьбы после двух проигранных сетов. В сентябре он впервые сыграл за сборную Испании в отборочном раунде Кубка Дэвиса. До конца сезона Андухар дважды смог выйти в четвертьфинал и произошло это на турнирах в Куала-Лумпуре и Валенсии, где к тому же в первом раунде он смог выиграть шестого в мире Томаша Бердыха. По итогам года он стал 41-й ракеткой мира.

### 2015—2018
На Открытом чемпионате Австралии 2015 года Пабло проиграл в первом раунде. В феврале он дважды выходил в парные финалы на турнирах в Рио-де-Жанейро и Буэнос-Айресе (в обоих случаях в партнёрстве с Оливером Марахом). В апреле Андухар удачно выступает на турнире в Барселоне, где он смог выйти в финал, обыграв в том числе среди прочих Фелисиано Лопеса (№ 12 в мире) на стадии третьего раунда и Давида Феррера (№ 8) в полуфинале. В матче за титул он проиграл Кэю Нисикори со счётом 4-6, 4-6. На новом турнире АТП в Женеве испанец сыграл в четвертьфинале, а на Открытом чемпионате Франции впервые прошёл в третий раунд. Также до третьего раунда он смог дойти и на Уимблдонском турнире, где ранее ни разу не преодолевал первый раунд. В середине июля в рейтинге Андухар поднялся до пиковой в карьере 32-й строчки рейтинга. В июле он второй раз сыграл за сборную в кубке Дэвиса, а также вышел в четвертьфинал в Гштаде. На Открытом чемпионате США он досрочно прекратил матч первого раунда против Теймураза Габашвили после четвертого сета и до конца сезона больше не выходил на корт.
В 2016 году Андухар испытывает проблемы со здоровьем. С марта по конец сентября он не выступал на турнирах, а в ноябре перенёс операцию на локте.
На корт Андухар вернулся уже в октябре 2017 года. В 2018 году он играл на турнир по «защищенному рейтингу». В апреле он выиграл первый титул после возвращения, став победителем «челленджер» в Аликанте. На следующем турнире, также на грунте, но уже основного тура в Марракеше он вновь смог выиграть. В финале Пабло переиграл британца Кайла Эдмунда со счётом 6-2, 6-2. Это победа стала четвёртой на турнирах АТП-тура в карьере испанца и три из них он одержал на турнире в Марокко, став его рекордсменом по числу титулов. До конца сезона Андухар выиграл ещё два «челленджера»: В октябре во Флоренции, а в ноябре в Буэнос-Айресе. Эти победы позволили испанцу под конец года вернуть место в топ-100.

### 2019—2021
В 2019 году сезон для Пабло начался неудачно. На турнирах основного тура он выбывал на ранних стадиях. Лучше дела обстояли на выступлениях в младшей серии «челленджер». В марте он выиграл Марбелье, а через неделю уже в апреле взял ещё один в Аликанте. Выигрышную серию он продолжил на турнире АТП в Марракеше, где дошёл до финала, но не смог победить в 14 матче подряд, уступив Бенуа Перу — 2-6, 3-6. В июне Андухар выиграл ещё один «челленджер» Простеёве. В июле на турнире в Гштаде он смог выйти в полуфинал. На следующем турнире в Кицбюэле Пабло доиграл до четвертьфинала. На Открытом чемпионате США он сыграл неплохо и впервые смог выйти в четвёртый раунд Большого шлема.
После результата в США Андухар выступал неудачно. Лишь в сентябре 2020 года на турнире младшей серии «челленджер» в Простеёве.

## Рейтинг на конец года
| Год  | Одиночный рейтинг | Парный рейтинг |
| 2021 | 91                | 141            |
| 2020 | 60                | 502            |
| 2019 | 64                |                |
| 2018 | 82                | 267            |
| 2017 | 1 694             |                |
| 2016 | 432               | 303            |
| 2015 | 64                | 95             |
| 2014 | 41                | 232            |
| 2013 | 48                | 170            |
| 2012 | 42                | 74             |
| 2011 | 46                | 118            |
| 2010 | 71                | 226            |
| 2009 | 160               | 311            |
| 2008 | 101               | 269            |
| 2007 | 146               | 235            |
| 2006 | 215               | 174            |
| 2005 | 361               | 396            |
| 2004 | 972               | 1 637          |

По данным официального сайта ATP на последнюю неделю года.

## Выступления на турнирах

### Финалы турнировATPв одиночном разряде (9)

#### Победы (4)
| Условные обозначения        |
| --------------------------- |
| Турниры Большого шлема (0*) |
| Итоговый турнир ATP (0)     |
| ATP Мастерс 1000 (0)        |
| АТР 500 (0)                 |
| АТР 250 (4)                 |

| Титулы по покрытиям | Титулы по месту проведения матчей турнира |
| ------------------- | ----------------------------------------- |
| Хард (0*)           | Зал (0)                                   |
| Грунт (4)           | Зал (0)                                   |
| Трава (0)           | Открытый воздух (4)                       |
| Ковёр (0)           | Открытый воздух (4)                       |

* количество побед в одиночном разряде.
| №  | Дата           | Турнир                  | Покрытие | Соперник в финале | Счёт       |
| 1. | 10 апреля 2011 | Касабланка, Марокко     | Грунт    | Потито Стараче    | 6-1 6-2    |
| 2. | 15 апреля 2012 | Касабланка, Марокко (2) | Грунт    | Альберт Рамос     | 6-1 7-6(5) |
| 3. | 27 июля 2014   | Гштад, Швейцария        | Грунт    | Хуан Монако       | 6-3 7-5    |
| 4. | 15 апреля 2018 | Марракеш, Марокко (3)   | Грунт    | Кайл Эдмунд       | 6-2 6-2    |

#### Поражения (5)
| №  | Дата             | Турнир                | Покрытие | Соперник в финале   | Счёт    |
| 1. | 26 сентября 2010 | Бухарест, Румыния     | Грунт    | Хуан Игнасио Чела   | 5-7 1-6 |
| 2. | 17 июля 2011     | Штутгарт, Германия    | Грунт    | Хуан Карлос Ферреро | 4-6 0-6 |
| 3. | 25 сентября 2011 | Бухарест, Румыния (2) | Грунт    | Флориан Майер       | 3-6 1-6 |
| 4. | 26 апреля 2015   | Барселона, Испания    | Грунт    | Кэй Нисикори        | 4-6 4-6 |
| 5. | 14 апреля 2019   | Марракеш, Марокко     | Грунт    | Бенуа Пер           | 2-6 3-6 |

### Финалы челленджеров и фьючерсов в одиночном разряде (26)

#### Победы (13)
| Условные обозначения |
| Челленджеры (11+4*)  |
| Фьючерсы (2+2)       |

| Титулы по покрытиям | Титулы по месту проведения матчей турнира |
| ------------------- | ----------------------------------------- |
| Хард (0*)           | Зал (0)                                   |
| Грунт (13+6)        | Зал (0)                                   |
| Трава (0)           | Открытый воздух (13+6)                    |
| Ковёр (0)           | Открытый воздух (13+6)                    |

* количество побед в одиночном разряде + количество побед в парном разряде.
| №   | Дата            | Турнир                        | Покрытие | Соперник в финале       | Счёт           |
| 1.  | 17 июля 2005    | Эльче, Испания                | Грунт    | Габриэль Трухильо-Солер | 6-3 3-6 6-3    |
| 2.  | 6 ноября 2005   | Вильяфранка-дель-Сид, Испания | Грунт    | Ник ван дер Мер         | 2-6 6-3 7-5    |
| 3.  | 23 июля 2006    | Римини, Италия                | Грунт    | Вернер Эшауэр           | 3-6 6-1 7-5    |
| 4.  | 13 августа 2006 | Виго, Испания                 | Грунт    | Фернандо Висенте        | 7-5 7-6(6)     |
| 5.  | 17 августа 2008 | Виго, Испания                 | Грунт    | Марко Круньола          | 6-1 3-6 6-3    |
| 6.  | 24 августа 2008 | Сан-Себастьян, Испания        | Грунт    | Рубен Рамирес Идальго   | 6-4 6-1        |
| 7.  | 25 июля 2010    | Орбетелло, Италия             | Грунт    | Эдуар Роже-Васслен      | 6-4 6-3        |
| 8.  | 7 апреля 2018   | Аликанте, Испания             | Грунт    | Алекс де Минор          | 7-6(5) 6-1     |
| 9.  | 7 октября 2018  | Флоренция, Италия             | Грунт    | Марко Трунгеллити       | 7-5 6-3        |
| 10. | 18 ноября 2018  | Буэнос-Айрес, Аргентина       | Грунт    | Педро Качин             | 6-3 6-1        |
| 11. | 31 марта 2019   | Марбелья, Испания             | Грунт    | Бенуа Пер               | 4-6 7-6(6) 6-4 |
| 12. | 7 апреля 2019   | Аликанте, Испания             | Грунт    | Педро Мартинес          | 6-3 3-6 6-4    |
| 13. | 9 июня 2019     | Простеёв, Чехия               | Грунт    | Аттила Балаж            | 6-2 7-5        |

#### Поражения (13)
| №   | Дата             | Турнир                    | Покрытие | Соперник в финале    | Счёт           |
| 1.  | 20 марта 2005    | Кальтаниссетта, Италия    | Грунт    | Стефано Гальвани     | 3-6 0-6        |
| 2.  | 23 октября 2005  | Барселона, Испания        | Грунт    | Стефан Робер         | 5-7 3-6        |
| 3.  | 25 марта 2006    | Катания, Италия           | Грунт    | Вернер Эшауэр        | 3-6 3-6        |
| 4.  | 1 апреля 2006    | Монтеротондо, Италия      | Грунт    | Франческо Пиккари    | 5-7 5-7        |
| 5.  | 5 августа 2007   | Трани, Италия             | Грунт    | Флавио Чиполла       | 6-4 2-6 4-6    |
| 6.  | 15 сентября 2007 | Севилья, Испания          | Грунт    | Фредерику Жил        | 1-6 3-6        |
| 7.  | 11 мая 2008      | Тельде, Испания           | Грунт    | Теймураз Габашвили   | 4-6 6-4 1-6    |
| 8.  | 29 июня 2008     | Реджо-нель-Эмилия, Италия | Грунт    | Матьё Монкур         | 6-2 2-6 4-6    |
| 9.  | 2 августа 2009   | Орбетелло, Италия         | Грунт    | Александр Долгополов | 4-6 2-6        |
| 10. | 11 апреля 2010   | Монца, Италия             | Грунт    | Даниэль Брандс       | 7-6(4) 3-6 4-6 |
| 11. | 27 июня 2010     | Реджо-нель-Эмилия, Италия | Грунт    | Карлос Берлок        | 0-6 6-7(1)     |
| 12. | 29 августа 2010  | Женева, Швейцария         | Грунт    | Григор Димитров      | 2-6 6-4 4-6    |
| 13. | 13 сентября 2020 | Простеёв, Чехия           | Грунт    | Камил Майхшак        | 2-6 6-7(5)     |

### Финалы турнировATPв парном разряде (7)

#### Поражения (7)
| №  | Дата            | Турнир                    | Покрытие | Партнёр               | Соперники в финале                  | Счёт            |
| 1. | 12 февраля 2011 | Коста-да-Сауипе, Бразилия | Грунт    | Даниэль Химено-Травер | Марсело Мело Бруно Соарес           | 6-7(4) 3-6      |
| 2. | 5 февраля 2012  | Винья-дель-Мар, Чили      | Грунт    | Карлос Берлок         | Фредерику Жил Даниэль Химено-Травер | 6-1 5-7 [10-12] |
| 3. | 25 августа 2012 | Уинстон-Сейлем, США       | Хард     | Леонардо Майер        | Сантьяго Гонсалес Скотт Липски      | 3-6 6-4 [2-10]  |
| 4. | 28 июля 2013    | Гштад, Швейцария          | Грунт    | Гильермо Гарсия-Лопес | Джейми Маррей Джон Пирс             | 3-6 4-6         |
| 5. | 22 февраля 2015 | Рио-де-Жанейро, Бразилия  | Грунт    | Оливер Марах          | Мартин Клижан Филипп Освальд        | 6-7(3) 4-6      |
| 6. | 1 марта 2015    | Буэнос-Айрес, Аргентина   | Грунт    | Оливер Марах          | Яркко Ниеминен Андре Са             | 6-4 4-6 [7-10]  |
| 7. | 21 мая 2022     | Женева, Швейцария         | Грунт    | Матве Мидделкоп       | Никола Мектич Мате Павич            | 6-2 2-6 [3-10]  |

### Финалы челленджеров и фьючерсов в парном разряде (17)

#### Победы (6)
| №  | Дата             | Турнир           | Покрытие | Партнёр              | Соперники в финале                              | Счёт            |
| 1. | 1 мая 2005       | Льейда, Испания  | Грунт    | Марк Форнель-Местрес | Рафаэль Аревало Комлави Логло                   | 6-2 4-6 6-3     |
| 2. | 17 июля 2005     | Эльче, Испания   | Грунт    | Дзюн Като            | Даниэль Муньос-де ла Нава Пабло Сантос-Гонсалес | 7-5 4-1 — отказ |
| 3. | 16 июля 2006     | Мантуя, Италия   | Грунт    | Марсель Гранольерс   | Алессандро Мотти Даниэль Муньос-де ла Нава      | 6-3 5-7 [10-7]  |
| 4. | 12 августа 2006  | Виго, Испания    | Грунт    | Марсель Гранольерс   | Огустин Женсс Орасио Себальос                   | 7-6(4) 6-1      |
| 5. | 16 сентября 2006 | Севилья, Испания | Грунт    | Марсель Гранольерс   | Хьюго Армандо Карлос Поч-Градин                 | 4-6 6-3 [10-8]  |
| 6. | 28 февраля 2010  | Мекнес, Марокко  | Грунт    | Флавио Чиполла       | Александр Долгополов Артём Смирнов              | 6-2 6-2         |

#### Поражения (11)
| №   | Дата            | Турнир                               | Покрытие | Партнёр                   | Соперники в финале                           | Счёт              |
| 1.  | 20 марта 2005   | Кальтаниссетта, Италия               | Грунт    | Маттео Воланте            | Константинос Икономидис Александрос Якупович | 2-6 6-3 6-7(4)    |
| 2.  | 19 июня 2005    | Бухарест, Румыния                    | Грунт    | Игорь Мугуруса            | Мартин Виларруби Пабло Куэвас                | 7-5 1-6 4-6       |
| 3.  | 10 июля 2005    | Аликанте, Испания                    | Грунт    | Дзюн Като                 | Давид Марреро Пабло Сантос-Гонсалес          | 6-3 5-7 2-6       |
| 4.  | 26 ноября 2005  | Лас-Пальмас-де-Гран-Канария, Испания | Грунт    | Душан Карол               | Руй Машаду Давид де Мигель-Лапиедра          | 6-4 4-6 4-6       |
| 5.  | 12 марта 2006   | Лас-Пальмас-де-Гран-Канария, Испания | Грунт    | Франсиско Фогес-Доменек   | Йерун Массон Габриэль Трухильо-Солер         | 6-1 1-6 6-7(5)    |
| 6.  | 11 июня 2006    | Сассуоло, Италия                     | Грунт    | Леонардо Адзаро           | Франческо Алди Томас Тенкони                 | 0-6 1-6           |
| 7.  | 14 октября 2006 | Барселона, Испания                   | Грунт    | Марсель Гранольерс        | Томас Беренд Флавио Чиполла                  | 3-6 2-6           |
| 8.  | 11 марта 2007   | Сиракуза, Италия                     | Грунт    | Марко Педрини             | Альберто Брицци Джанкарло Петраццуоло        | 1-4 2-4           |
| 9.  | 8 июля 2007     | Турин, Италия                        | Грунт    | Флавио Саретта            | Пабло Куэвас Орасио Себальос                 | 3-6 1-6           |
| 10. | 7 октября 2007  | Таррагона, Испания                   | Грунт    | Даниэль Муньос-де ла Нава | Сантьяго Вентура Марсель Гранольерс          | 4-6 6-7(3)        |
| 11. | 10 октября 2010 | Таррагона, Испания                   | Грунт    | Херард Гранольерс-Пуйоль  | Гильермо Оласо Пере Риба                     | 6-7(2) 6-4 [5-10] |